# Brainstorm (concurso de televisão)
Brainstorm foi um concurso de televisão português de perguntas de cultura geral e de conhecimento, onde em cada programa dois concorrentes tentam responder a onze perguntas para acumularem mais dinheiro que o adversário e voltarem no programa seguinte. Era apresentado por Pedro Fernandes. Terminou a 24 de agosto de 2018.

## Formato
Em cada episódio, dois concorrentes têm 40 minutos para responderem a onze perguntas de diferentes categorias em diferentes formatos. Em cada pergunta, o primeiro concorrente a carregar no botão à sua frente tem dois minutos para responder à questão, ganhando o valor da pergunta caso a acerte; se falhar, o outro concorrente terá 30 segundos para responder à pergunta ganhando o seu valor caso acerte. As primeiras dez perguntas têm um valor fixo e temas anteriormente escolhidos pelos concorrentes, enquanto a 11.ª pergunta, denominada "Aposta Final", é uma pergunta de um tema aleatório onde os concorrentes têm de apostar um certo valor do total que ganharam até aqui, ganhando esse valor se acertarem a pergunta e perdendo-o caso contrário.
Na 1.ª temporada, as dez primeiras perguntas valem 200€ cada, sendo o valor de aposta mínimo na "Aposta Final" 100€ e o valor máximo o valor amealhado até ao momento ou o valor da caixa (o menor dos dois). A caixa inicia o jogo com 1000€, aos quais se juntam 200€ por cada pergunta errada por ambos os concorrentes.
Na 2.ª temporada, as dez primeiras perguntas valem, por esta ordem, 25€, 50€, 75€, 100€, 200€, 300€, 400€, 500€, 750€ e 1000€, sendo o valor de aposta mínimo na "Aposta Final" 500€ (ou o total amealhado até ao momento, caso seja menor) e o valor máximo o valor amealhado até ao momento, não existindo caixa.
Em ambas as edições o concorrente que termina o episódio com mais dinheiro ganha o título de campeão, voltando no episódio seguinte para defrontar outro concorrente. Em caso de empate, voltam os dois concorrentes no episódio seguinte que se procede da mesma maneira. Em caso de novo empate, apenas o detentor do título de campeão volta no episódio seguinte.

## Categorias
As perguntas estão divididas nas quinze categorias seguintes, das quais cada concorrente escolhe cinco, sem repetir e com prioridade para o campeão.
| - Ambiente - Artes plásticas e arquitetura - Atualidade - Ciências - Cinema e televisão | - Desporto - Gastronomia - Geografia - História - Língua Portuguesa | - Literatura e banda desenhada - Moda - Música - Personalidades - Tecnologia e gaming |